# NN Змеи
NN Змеи (NN Ser) — двойная звезда в созвездии Змеи. Находится примерно в 1670 световых годах от Солнца. Является предкатаклизмической переменной звездой.
При вращении компоненты поочерёдно частично затмевают друг друга каждые три часа и семь минут, что вызывает эффект переменности. Система состоит из белого карлика NN Змеи A и красного карлика NN Змеи B. Звёзды обращаются друг вокруг друга за 0,13 суток. Масса NN Змеи A оценивается в половину солнечной массы, масса NN Змеи B — в одну десятую массы Солнца

## Планетная система
В 2009—2010 годах, у этой двойной звезды были обнаружены 2 кратно-орбитальные экзопланеты. Исследователям помогло то, что Земля оказалась в плоскости вращения двух звёзд. Более массивный газовый гигант NN Змеи c в 6,91 раза превосходит по массе Юпитер. Большая полуось орбиты — 5,38 а. е. Орбитальный период — 5660 ± 165 дней (15,5 лет). Вторая планета NN Змеи b в 2,28 раз массивнее Юпитера, год на ней длится 2830 ± 130 земных дней (7,75 года). Большая полуось орбиты — 3,39 а. е.